# Spilosoma togoensis
Spilosoma togoensis là một loài bướm đêm thuộc phân họ Arctiinae, họ Erebidae.